# Skeleton bei den Olympischen Spielen
Skeleton stand erstmals 1928 und 1948, beide Male in St. Moritz (Schweiz), auf dem Programm der Olympischen Winterspiele. Danach gab es eine 54-jährige Pause, bis die Sportart 2002 in Salt Lake City (USA) erneut auf dem Programm stand. Seitdem ist Skeletonfahren ein fester Bestandteil bei Winterspielen. Medaillen gibt es seit 2002 sowohl bei den Männern als auch bei den Frauen. Davor gab es nur Wettkämpfe bei den Männern.
Das IOC legt seit 2002 vor jeden Winterspielen fest, wie viele Skeletonfahrer an den Wettkämpfen teilnehmen dürfen. Die FIBT arbeitet daraufhin einen entsprechenden Qualifikationsmodus aus. Es dürfen beim Olympia-Wettbewerb nicht mehr als drei Skeletonfahrer bzw. zwei Skeletonfahrerinnen pro Nation an den Start gehen.
Eine Liste der Olympiasieger im Skeleton befindet sich unter: Liste der Olympiasieger im Skeleton.

## Übersicht der Wettbewerbe
| Wettbewerb             | 24 | 28 | 32 | 36 | 48 | 1952–1998 | 02 | 06 | 10 | 14 | 18 | 22 | 26 | 30 | Gesamt |
| ---------------------- | -- | -- | -- | -- | -- | --------- | -- | -- | -- | -- | -- | -- | -- | -- | ------ |
| Einer – Männer         |    | •  |    |    | •  |           | •  | •  | •  | •  | •  | •  |    |    | 8      |
| Einer – Frauen         |    |    |    |    |    |           | •  | •  | •  | •  | •  | •  |    |    | 6      |
| Anzahl der Wettbewerbe |    | 1  |    |    | 1  |           | 2  | 2  | 2  | 2  | 2  | 2  |    |    | 14     |

## Ewiger Medaillenspiegel
Stand: 2022
| Rang | Land                                              | Goldmedaille | Silbermedaille | Bronzemedaille | Total |
| ---- | ------------------------------------------------- | ------------ | -------------- | -------------- | ----- |
| 1    | Vereinigte Staaten                                | 3            | 4              | 1              | 8     |
| 2    | Großbritannien                                    | 3            | 1              | 5              | 9     |
| 3    | Deutschland                                       | 2            | 3              | 1              | 6     |
| 4    | Kanada                                            | 2            | 1              | 1              | 4     |
| 5    | Russland (davon Olympische Athleten aus Russland) | 1 (0)        | 1 (1)          | 2 (0)          | 4 (1) |
| 6    | Schweiz                                           | 1            | 0              | 2              | 3     |
| 7    | Italien                                           | 1            | 0              | 0              | 1     |
|      | Südkorea                                          | 1            | 0              | 0              | 1     |
| 9    | Lettland                                          | 0            | 2              | 0              | 2     |
| 10   | Österreich                                        | 0            | 1              | 0              | 1     |
|      | Australien                                        | 0            | 1              | 0              | 1     |
| 12   | Volksrepublik China                               | 0            | 0              | 1              | 1     |
|      | Niederlande                                       | 0            | 0              | 1              | 1     |